# Video Games (chanson)
Pour les articles homonymes, voir Video Games.
Singles de Lana Del Rey
Born to Die
(2011)
Pistes de Born to Die
Blue Jeans
Video Games est une chanson de la chanteuse américaine Lana Del Rey sortie le 10 octobre 2011. La chanson a été écrite par la chanteuse et Justin Parker, produite par Justin Parker et RoboPop. Elle a été élue chanson de l'année 2011 par le magazine anglais NME.

## Liste des pistes
- CD single[1]

1. Video Games (Radio Edit) – 4:01
2. Blue Jeans – 3:31

- Digital EP

1. Video Games – 4:46
2. Blue Jeans – 3:34
3. Video Games [Mr Fingers Remix] – 9:00
4. Video Games [Omid 16B Remix] – 5:14

- The Remix EP[2]

1. Video Games – 4:03
2. Blue Jeans – 3:33
3. Video Games [Club Clique for the Bad Girls Remix] – 4:59
4. Video Games [White Lies C-mix] – 7:33
5. Video Games [Larry "Mr. Finger" Heard Remix] – 10:30
6. Video Games [Helium Robots Remix] – 4:51

## Classements et certifications
| Classement (2011–2012)                    | Meilleure position |
| ----------------------------------------- | ------------------ |
| Australie (ARIA)                          | 23                 |
| Autriche (Ö3 Austria Top 40)              | 2                  |
| Belgique (Flandre Ultratop 50 Singles)    | 2                  |
| Belgique (Wallonie Ultratop 50 Singles)   | 2                  |
| Brésil (Billboard Hot 100)                | 26                 |
| Brésil (Billboard Hot Pop Songs)          | 33                 |
| Canada (Canadian Hot 100)                 | 72                 |
| Tchéquie (IFPI Rádio)                     | 3                  |
| Danemark (Tracklisten)                    | 18                 |
| Finlande (Suomen virallinen lista)        | 14                 |
| France (SNEP)                             | 2                  |
| Allemagne (Media Control AG)              | 1                  |
| Irlande (IRMA)                            | 6                  |
| Pays-Bas (Nederlandse Top 40)             | 3                  |
| Pologne (ZPAV)                            | 5                  |
| Écosse (OCC)                              | 10                 |
| Slovaquie (IFPI Rádio)                    | 21                 |
| Espagne (PROMUSICAE)                      | 33                 |
| Suède (Sverigetopplistan)                 | 56                 |
| Suisse (Schweizer Hitparade)              | 2                  |
| Royaume-Uni (UK Singles Chart)            | 9                  |
| Royaume-Uni (UK Indie Chart)              | 1                  |
| États-Unis (Hot 100)                      | 91                 |
| États-Unis Billboard Top Heatseekers      | 11                 |
| États-Unis Billboard Rock Digital Singles | 12                 |

| Classement (2011)                        | Meilleure position |
| ---------------------------------------- | ------------------ |
| Allemagne                                | 19                 |
| Belgique                                 | 40                 |
| Pays-Bas                                 | 32                 |
| États-Unis (Billboard Hot Singles Sales) | 16                 |
| Classement (2012)                        | Position           |
| Belgique (Flandre)                       | 15                 |
| Belgique (Wallonie)                      | 16                 |

| Pays        | Organisme | Certifications | Ventes certifiés |
| ----------- | --------- | -------------- | ---------------- |
| Allemagne   | BVMI      | 3 × Or         | 450 000          |
| Australie   | ARIA      | Platine        | 70 000           |
| Autriche    | IFPI      | Platine        | 30 000           |
| Belgique    | BEA       | Platine        | 30 000           |
| Danemark    | IFPI      | Or             | 15 000           |
| France      | SNEP      | Platine        | 250 000          |
| Italie      | FIMI      | Or             | 15 000           |
| Royaume-Uni | BPI       | Or             | 400 000          |
| Suisse      | IFPI      | 2 × Platine    | 60 000           |
| États-Unis  | RIAA      | Or             | 500 000          |

## Autres versions
- Tire le coyote en réalise une adaptation québécoise en français, Jeu vidéo, dans son album Désherbage (2017).